# Обервис
Обервис (њем. Oberwies) општина је у њемачкој савезној држави Рајна-Палатинат. Једно је од 137 општинских средишта округа Рајн-Лан. Према процјени из 2010. у општини је живјело 159 становника. Посједује регионалну шифру (AGS) 7141106.

## Географски и демографски подаци
Обервис се налази у савезној држави Рајна-Палатинат у округу Рајн-Лан. Општина се налази на надморској висини од 315 метара. Површина општине износи 2,0 km². У самом мјесту је, према процјени из 2010. године, живјело 159 становника. Просјечна густина становништва износи 79 становника/km².